# Преслав Петров
Преслав Ивелинов Петров (роден на 1 май 1995 в Троян) е български футболист, ляв защитник. Състезател на Графичар.

## Кариера
Започва да играе футбол като юноша във „Видима-Раковски“ (Севлиево). За юношеския национален отбор по футбол на България до 19 г. има изиграни 5 мача. Преди да дойде в „Лудогорец“ играе два сезона в мъжкия отбор „Видима-Раковски“ (Севлиево).

### „Лудогорец"
Дебютира за „Лудогорец" в А ПФГ на 9 август 2014 г. в срещата от четвъртия кръг между Локомотив (Пловдив) и Лудогорец 1-4 като влиза като резерва в 71-вата минута .

## Успехи

### „Лудогорец"
- Шампион на България: 2014-15
- Носител на суперкупата на България: 2014